# La Atalaya (Salamanca)
La Atalaya egy község Spanyolországban, Salamanca tartományban. La Atalaya Serradilla del Llano és Zamarra községekkel határos. Lakosainak száma 100 fő (2024).

## Népesség
A település népessége az elmúlt években az alábbi módon változott:
| Lakosok száma | 149  | 141  | 137  | 144  | 131  | 128  | 117  | 114  | 104  | 100  |
|               | 2001 | 2004 | 2007 | 2009 | 2012 | 2014 | 2017 | 2019 | 2022 | 2024 |